# Estació del Stadtbahn de Karlsplatz
L'estació de l'Stadtbahn de Karlsplatz és una estació del desaparegut "Wiener Stadtbahn", un sistema de transport públic de la ciutat de Viena que funcionà entre els anys 1898-1989. Les edificacions de l'antiga estació són un conegut exemple de l'arquitectura Jugendstil, el nom amb què es coneix el modernisme Austríac. Els edificis s'inclouen dins del moviment de la Secessió de Viena, moviment lligat al modernisme, del qual els edificis de l'estació en segueixen els cànons artístics.
Els edificis varen ser dissenyats per l'arquitecte vienès Otto Wagner, en aquell moment assessor de la Comissió de Transport de Viena i el també arquitecte Joseph Maria Olbrich. Els edificis, a diferència de les altres estacions del "Wiener Stadtbahn", estan construïts a partir d'una estructura d'acer i plafons de marbre a l'exterior. Aquestes edificacions persegueixen l'objectiu d'Otto Wagner de crear edificacions modernes i punteres per a una ciutat que era de les més modernes del seu temps. Objectiu que aconseguí amb escreix
El crític arquitectònic Friedrich Achleitner descrigué les estacions amb les paraules "...Amb aquests dos edificis, Wagner ha assolit un magnífic equilibri entre funcionalitat i poesia, construcció i decoració, doncs un racionalisme sever entra en competició amb una decoració gairebé Secessionista.
L'estació va ser primerament oberta amb el nom d"Akademiestraße" l'any 1899. L'any 1981 el "Wiener Stadtbahn" va ser reconvertit en línies de l'actual U-Bahn. En un primer moment es va planificar l'enderroc dels edificis modernistes de l'exterior, decisió que fou finalment revocada en veure l'escàndol que causà en la societat vienesa. Aprofitant les obres lligades a la construcció de l'U-Bahn, els edificis foren desmotats, renovats i muntats en el seu lloc original. Un dels edificis és ara utilitzat com un espai d'exposició del Museu de Viena, l'altre és una cafeteria.